# Голмайстори на световните първенства
Голмайстори на световните първенства
- 1930 Уругвай – Гилермо Стабиле, (Аржентина), 8 гола
- 1934 Италия – Олдржих Нейедли, (Чехословакия) 5 гола
- 1938 Франция – Леонидаш, (Бразилия), 8 гола
- 1950 Бразилия – Адемир, (Бразилия), 9 гола
- 1954 Швейцария – Шандор Кочиш, (Унгария), 11 гола
- 1958 Швеция – Жюст Фонтен, (Франция), 13 гола
- 1962 Чили –
- 1966 Англия – Еузебио, (Португалия), 9 гола
- 1970 Мексико – Герд Мюлер, (Зап. Германия), 10 гола
- 1974 Зап. Германия – Гжегож Лато, (Полша) и Йохан Неескенс, (Холандия) по 7 гола
- 1978 Аржентина – Марио Кемпес, (Аржентина), 6 гола
- 1982 Испания – Паоло Роси, (Италия), 6 гола
- 1986 Мексико – Гари Линекер, (Англия), 6 гола
- 1990 Италия – Салваторе Скилачи, (Италия), 6 гола
- 1994 САЩ – Христо Стоичков, (България) и Олег Саленко, (Русия) по 6 гола
- 1998 Франция – Давор Шукер, (Хърватска), 6 гола
- 2002 Япония и Южна Корея – Роналдо, (Бразилия), 8 гола
- 2006 Германия – Мирослав Клозе, (Германия) и Макси Родригес, (Аржентина) по 5 гола
- 2010 ЮАР –Диего Форлан, Томас Мюлер,  Давид Вия, (Испания)  по 5 гола
- 2014 Бразилия – Хамес Родригес, (Колумбия) – 6 гола
- 2018 Русия – Хари Кейн, (Англия) – 6 гола
- 2022 Катар - Килиан Мбапе ( Франция) - 8 гола